# Csökmő
Csökmő is een plaats (nagyközség) en gemeente in het Hongaarse comitaat Hajdú-Bihar. Csökmő telt 2178 inwoners (2001).